# Деме, Роберт
Роберт Деме (словац. Róbert Döme; род. 29 января 1979 года, Сеница, Чехословакия) — бывший словацкий хоккеист, игравший на позиции нападающего.

## Карьера
Хоккейную карьеру начал в 1995 году выступлениями за команду «Юта Гриззлис» в ИХЛ.
В 1997 году был избран на драфте НХЛ под 17-м общим номером командой «Питтсбург Пингвинз».
В течение профессиональной клубной игровой карьеры, продолжавшейся 16 лет, защищал цвета команд «Питтсбург Пингвинс», «Оцеларжи», «Кладно», «Калгари Флэймз», «Седертелье», «Нюрнберг Айс Тайгерс», МОДО, «Слован» (Братислава).
В общей сложности провел 53 матча в НХЛ.
Выступал в составе юниорской сборной Словакии.

## Достижения
- Чемпион Швеции в составе МОДО — 2007.
- Чемпион Словакии в составе «Слована» (Братислава) — 2008.